# Elektromosság

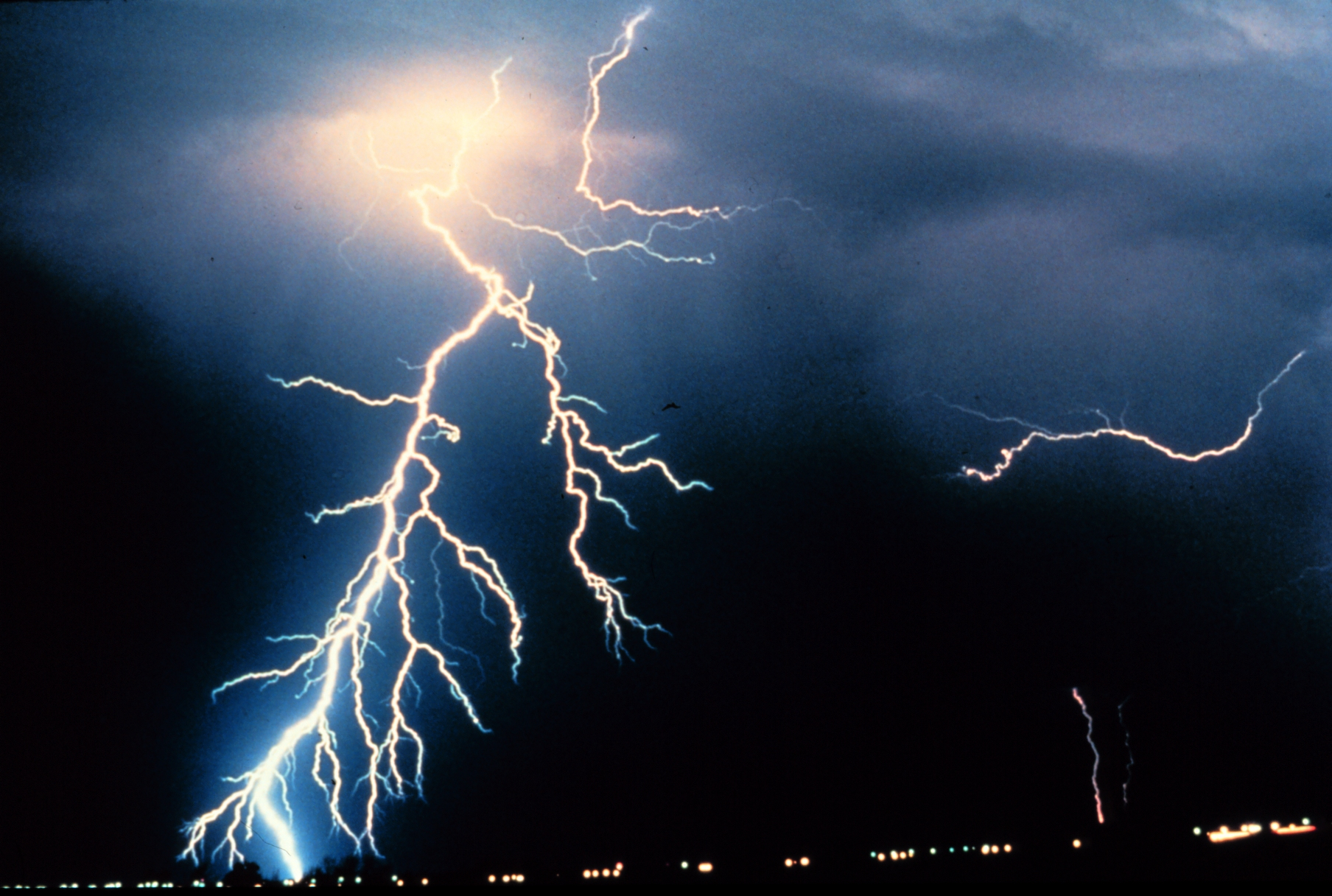
A villámlás során energia sugárzódik szét fény és hő formájában, a föld felé a kisülésben erős elektromos áram folyik

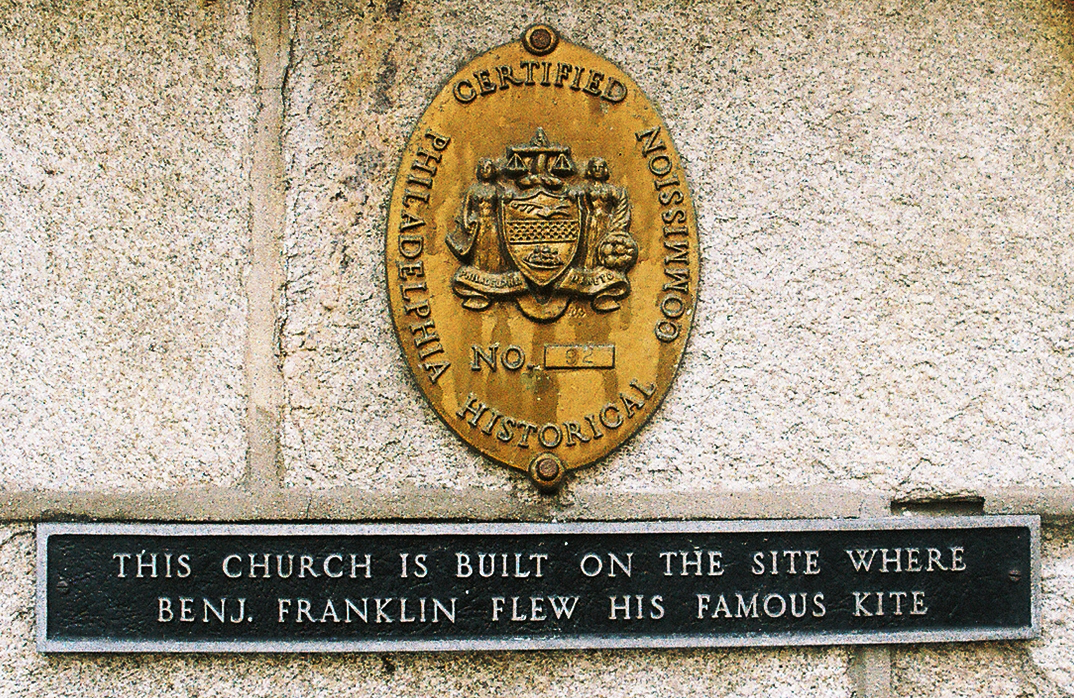
Benjamin Franklin sárkányeregetésének helyszínét ez a tábla jelzi (Saint Stephen templom, Philadelphia, USA)

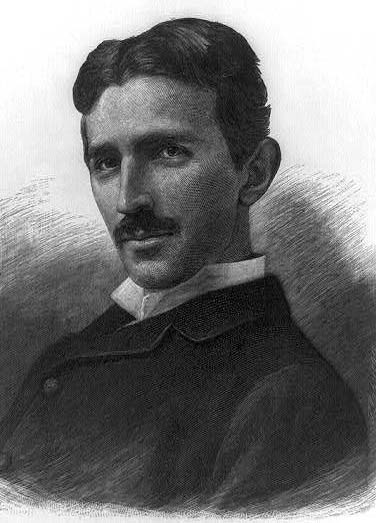
Nikola Tesla

Az elektromosság szó, ami a villamosság szóval egyenértékű, az ógörög ήλεκτρον elektron szóból ered (jelentése: gyanta, borostyánkő). Általános fizikai fogalom arra a jelenségre, amelynek során elektromos töltések jelenlétéről, mozgásáról, hatásairól van szó. A mágnesség fogalmával együtt alkotják az egyik alapvető kölcsönhatást, amit elektromágnességnek nevezünk. Számos megnyilvánulási formája létezik, mint a villámlás, az elektromos tér kialakulása, az elektromos áram; valamint számtalan ipari alkalmazás használ elektromosságot, amit villamos erőművek állítanak elő. Magyar szóhasználatban ugyanazt jelentik a villamosság, villamos-, villany- szóösszetételek.

## Kapcsolódó fogalmak
Az elektromosság sokféleképpen megnyilvánulhat. A vele kapcsolatos pontosító fogalmak az alábbiak:
- elektromos töltés: atomon belüli részecskék olyan alapvető tulajdonsága, amely meghatározza az elektromágneses kölcsönhatásaikat. Az elektromosan töltött anyagra hatással van az elektromágneses tér, és ő maga is ilyet állít elő;
- elektromos potenciál: statikus elektromos töltés által létrehozott elektromos tér potenciális energiája;
- elektromos feszültség: elektromos potenciálkülönbség;
- elektromos áram: elektromosan töltött részecskék áramlása;
- elektromos tér (vagy mező): elektromos töltés hatása a környezetében lévő egyéb elektromos töltésekre;
- elektromos energia: elektromosan vezető anyagban az elektromos töltések áramlásának energiája;
- elektromos teljesítmény: más energiaformákból (például: vízi, hő- stb.) átalakítással kapott elektromos energia munkavégző képessége.

## Felfedezésének története
Ahogy mondani szokták, „már az ókori görögök is” ismerték a statikus elektromosság jelenségét, ami állati szőrme és más tárgyak összedörzsölésekor állt elő. Bár Benjamin Franklin híres kísérlete, amelynek során viharban sárkányt reptetett, és ennek elektromos töltését vizsgálta volna, inkább csak anekdota, mégis, az általa felvetett gondolat, miszerint a megdörzsölt állati szőrme által keltett statikus szikrázás és a villámlás fülrepesztő kisülése ugyanannak a dolognak két különböző megnyilvánulási formája, ösztönzőleg hatott a kor tudósaira, akiknek későbbi munkája lefektette az elektromosság vizsgálatának és felhasználásának alapjait. E tudósok között voltak Luigi Galvani (1737–1798), Alessandro Volta (1745-1827), Michael Faraday (1791–1867), André-Marie Ampère (1775–1836), és Georg Simon Ohm (1789-1854). A késői 19. század és a 20. század eleje olyan óriásokat vonultatott fel a villamosmérnöki tudományban, mint Nikola Tesla, Samuel Morse, Galileo Ferraris, Antonio Meucci, Thomas Edison, George Westinghouse, Jedlik Ányos, Ernst Werner von Siemens, Charles Steinmetz és Alexander Graham Bell.

## A jelenség ismertetése

### Az elektromos töltések
Az elektromos töltés bizonyos szubatomi részecskék tulajdonsága (nevezetesen az elektroné és a protoné), amely kapcsolatba lép az elektromágneses térrel, és közöttük (a töltések előjelétől függően) vonzó (eltérő előjelű töltések) vagy taszító (azonos előjelű töltések) irányú erő lép fel. Az elektromos töltés az anyag olyan tulajdonsága, amelyet nem lehet megsemmisíteni, ám hatása leárnyékolható. 
A töltésnek két fajtája van, pozitív és negatív. Az egyforma töltésű anyagok taszítják, az ellenkező töltések vonzzák egymást. A vonzás vagy taszítás során létrejövő erő nagyságát és irányát Coulomb törvénye írja le.
A Coulomb-törvény szerint az erő nagysága fordítottan arányos a két töltés közötti távolság négyzetével, és egyenesen arányos a töltések szorzatának nagyságával.
Coulomb megfogalmazásában
{\displaystyle F=k\cdot {\frac {Q_{1}\cdot Q_{2}}{r^{2}}}},
ahol
{\displaystyle F} a két töltés között fellépő erő,
{\displaystyle Q_{1}} és {\displaystyle Q_{2}} a töltések nagysága,
{\displaystyle r} a töltések közti távolság,
{\displaystyle k} a Coulomb-féle arányossági tényező, értéke {\displaystyle k} ≈ 8,988·109 Nm2C-2.

### Elektromos erőtér

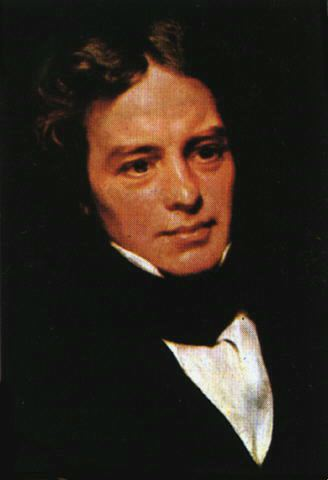
Michael Faraday

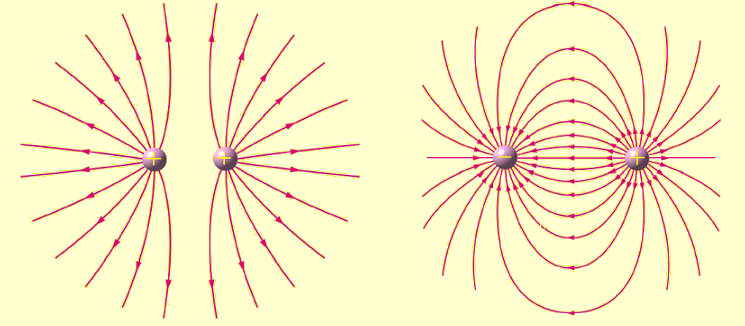
Elektromos erőterek vonalainak hagyományos ábrázolása két elektromos töltött pont között.
Balra azonos töltések közötti erőtér,
jobbra különböző töltések közötti erőtér látható

Az elektromos erőtér fogalmát Michael Faraday vetette fel. Az elektromos erőtér két elektromos töltés között hat, hasonló módon, mint a gravitáció két test között. Lényeges különbség a két dolog között, hogy a gravitáció minden testre hatással van, az elektromos tér pedig csak elektromosan töltött testek között jön létre, másrészt az erőhatás az elektromos töltések esetén taszító irányú is lehet (a gravitáció esetén csak vonzást ismerünk, taszítóerőt még nem sikerült kimutatni).

### Elektromos potenciál
Az elektromos potenciált úgy határozzuk meg mint azt a mechanikai munkát, amelyet az egységnyi töltés lassú mozgatásakor kell végezni az elektromos teret létrehozó töltés ellenében. Ha nincs megadva, mely két pont között történik a mozgatás, akkor a végtelen távoli pont és a töltés közötti távolságról van szó. Egy önkényesen kiválasztott ponthoz viszonyított potenciálkülönbséget nevezzük elektromos feszültségnek. A feszültség mértékegysége a volt. 
1 volt = 1 joule / coulomb

### Elektromos áram
Az elektromos áram elektromosan töltött részecskék áramlásából adódik. A részecskék lehetnek pozitív vagy negatív töltésűek. 
Elektromos áramra példa lehet az elektronok áramlása fémekben (vagy más vezető anyagokban), illetve az elektrolitokban létrejövő áram, amikor töltött ionok áramlanak a folyadékban. Maguk a részecskék fizikailag viszonylag lassan mozognak, azonban a mozgást létrehozó elektromos tér gyakorlatilag fénysebességgel terjed.
Azokat az eszközöket, amelyekben áram folyik, elektromos vagy elektronikus berendezésnek nevezzük. 
Egyenáram az, amikor a töltött részecskék a mozgásukat biztosító közegben csak egy adott irányba mozognak, az áramlás iránya nem változik. Ezzel szemben váltakozó áramról beszélünk, ha a részecskék áramlása periodikusan oda-vissza történik.
Történelmi okokból azt mondjuk, hogy az áram a pozitív pontból a negatív pont felé halad (az elektronok áramlási iránya ezzel ellentétes).
Az elektromos áram erősségét amperben fejezzük ki. Egy amper az áram erőssége akkor, ha 1 másodperc alatt 1 C (coulomb) töltés halad át az egységnyi vezető keresztmetszetén: I = Q / t (tehát az áramerősség a töltés és az idő hányadosa).

### Elektromos energia
Az energiát úgy határozzuk meg, mint munkavégző képességet. Elektromos energiáról beszélhetünk elektromos térrel kapcsolatban, vagy elektromos árammal kapcsolatban.
Példák az elektromos energiára:
- A Föld légkörében folyamatosan jelen lévő elektromos töltések energiája, amely elektromos kisülések, azaz villámok formájában fejti ki energiáját.
- Egy erőmű elektromos generátorainak tekercseiben lévő energia, amelyet fém vezetékeken a fogyasztókhoz szállítanak. A fogyasztó az általa elfogyasztott elektromos energia után fizet.
- Kondenzátorban tárolt elektromos energia, amelyet elektronikus áramkör működésében lehet felhasználni.

### Elektromos teljesítmény
Elektromos teljesítmény egy adott időegység alatt felvett vagy leadott elektromos energia mértéke. Az elektromos teljesítmény az elektromos fogyasztó kivezetései között mérhető feszültség és a benne átfolyó áram erősségének szorzataként számolható ki. Mértékegysége: watt, jele: W. A teljesítmény jele: P. Nagysága egyenáramon: P = U × I (feszültség szorozva áramerősség).
Váltakozóáramnál az áram és a feszültség csúcspontjai nem ugyanakkor következnek be, másképp megfogalmazva vektoriálisan egymással szöget zárhatnak be. Ekkor csak az áramnak a feszültséggel fázisban lévő vektora hasznosul. Ekkor a teljesítmény nagysága P= U × I × cosφ.
Háromfázisú hálózatban a feszültségek vektorai egymással 120°-os szöget zárnak be. A fázisfeszültségekhez tartozik egy-egy vonali feszültség, melynek nagysága √3 × fázisfeszültség. Így a háromfázisú teljesítmény P=√3 × U × I × cosφ.

### Elektromos erőművek
Az erőművekben elektromos energiát valamilyen más energiából állítanak elő. Az energia forrása többek között lehet: szén, olaj, víz, szél, hő, árapály, napenergia, atomenergia. Az elektromos energia használata azért célszerű, mert átviteli hálózatokon nagy távolságra lehet szállítani a fogyasztókhoz. Az elektromos energia szállításakor nagyfeszültséget használnak a veszteségek csökkentése érdekében. 
A nagyfeszültség szabványos értékei (Magyarországon) lehetnek: 3, 6, 10, 20, (ma már ritkán) 35, 120, 220, 400 és (a volt Szovjetunió felől) 750 kV.
A fogyasztók által igényelt háztartási feszültséget (Európában 230 V, az Egyesült Államokban 110 V) a nagyfeszültségből transzformátorok segítségével alakítják át.

### Meddő teljesítmény
A meddő teljesítmény csak váltakozóáramú hálózatokban értelmezhető. A gyakorlatban meddő teljesítményről akkor beszélünk, amikor a váltakozó áramú áramkörben a feszültség és az áram hullámai között fáziseltolódás lép fel. A fáziseltolódást a hálózatra kapcsolt induktivitások (villanymotorok és tekercsek) okozzák. Ezek hatására az áram késik a feszültséghez képest, míg kondenzátorok és egyéb kapacitások siettetik az áramot a feszültséghez képest. Ekkor az áramnak csak a feszültséggel fázisban lévő vektora hasznosul. Jellemzően kondenzátorok rákapcsolásával tudják kiküszöbölni a villanymotorok okozta fáziskésést. Ideális esetben a fáziskülönbség nulla, ekkor a betáplált energia hasznos teljesítményként felhasználható, a hatásos teljesítmény megegyezik a látszólagos teljesítménnyel, a meddő teljesítmény értéke nulla. A meddő teljesítmény csökkentésére azért törekszenek a nagyobb teljesítményű (megawattos) fogyasztók esetén, mert a meddő teljesítmény nem végez hasznos munkát a fogyasztó számára, viszont melegíti a vezetékeket, azaz veszteséget okoz. A másik ok, hogy az elektromos áram szolgáltatója megköveteli, hogy a meddő teljesítmény egy adott mértéknél kisebb legyen, ellenkező esetben a fogyasztónak büntetést kell fizetnie.
A meddő teljesítmény jele: Q. Nagysága Q= U × I × sinφ. Háromfázisú hálózatban {\displaystyle Q={\sqrt {3\times U\times I\times \sin \varphi }}}.
A meddő teljesítmény mértékegysége: VAr (volt-amper-reaktív)

### Az energia „színe”
A médiában hallható osztályozás szerint az erőműveket, illetve az általuk előállított energiát színekkel jelölik attól függően, hogy előállításuk mennyire káros a környezetre nézve. Ez alapján a hagyományos energiaforrások, mint a szén, olaj és gáz, „barna” vagy „fekete” energiák. A nukleáris energia „barna” besorolású. A megújuló energiák előállítása kapta a „zöld energia” elnevezést, ilyenek például a következők: szélenergia, vízenergia, napenergia, geotermikus energia, biogázból előállított energia.

### Eszközök
- Szárazelem
- Kondenzátor
- Akkumulátor
- Szigetelő
- Elektromos vezető
- Tekercs
- Transzformátor

### Biztonság
- áramütés
- nagyfeszültség

### Elektromos jelenségek a természetben
- Anyag: az atomok és molekulák elektromos összetartó ereje
- Villámlás: elektromos kisülés
- A Föld mágneses terét a Föld magjában áramló elektromos áramok hozzák létre
- Piezoelektromosság: bizonyos kristályok összenyomásakor jön létre
- Triboelektromos hatás, dörzselektromosság: két különböző anyag összedörzsölésekor jön létre
- Bioelektromosság az élő szervezetekben, érzékenység, illetve az előállítás képessége
- Az idegrendszerben lévő neuronok elektromos impulzusokkal közvetítenek információt.
- Északi fény